# 凱代尼艾區
凱代尼艾區是立陶宛考那斯縣内的市镇，行政中心为凱代尼艾。市镇面積为1,677平方公里，2020年人口数量为45,889人。